# Katerveer
Het Katerveer (Zwols: Kaoterveer) was een veerdienst op de IJssel ten westen van Zwolle die Overijssel met Gelderland verbond. De geschiedenis gaat terug tot de tiende eeuw. Rond 1240 was het een betaalde veerdienst getiteld het "Cothenveer". Zwolle werd in de vijftiende eeuw eigenaar van het veer en de bijbehorende stal. Het Katerveer werd omstreeks 1458 een gemeenteveer. 
Rond 1520 kreeg Zwolle een korte oorlog met Kampen. Ze namen het vee mee dat bij het veer graasde. De Kampenaren waren op wraak uit en verbrandden de daaropvolgende nacht het waakhuis van het Katerveer en lieten de pont zinken. Enige tijd later voer de veerpont weer.
De veerdienst stopte in 1930 toen de Oude IJsselbrug, die naast het veer is gebouwd, werd geopend.
Aan de Overijsselse kant lag het vertrekpunt van het Katerveer in de buurtschap Spoolde. Het gebied dat is gelegen tussen de snelweg A28 en de Oude Rijksweg van Zwolle naar Hattem wordt in de volksmond 'Het Katerveer' genoemd. Het statige witte huis tegenover het voormalige veer heet "Het Katerveerhuis" en is een rijksmonument. 

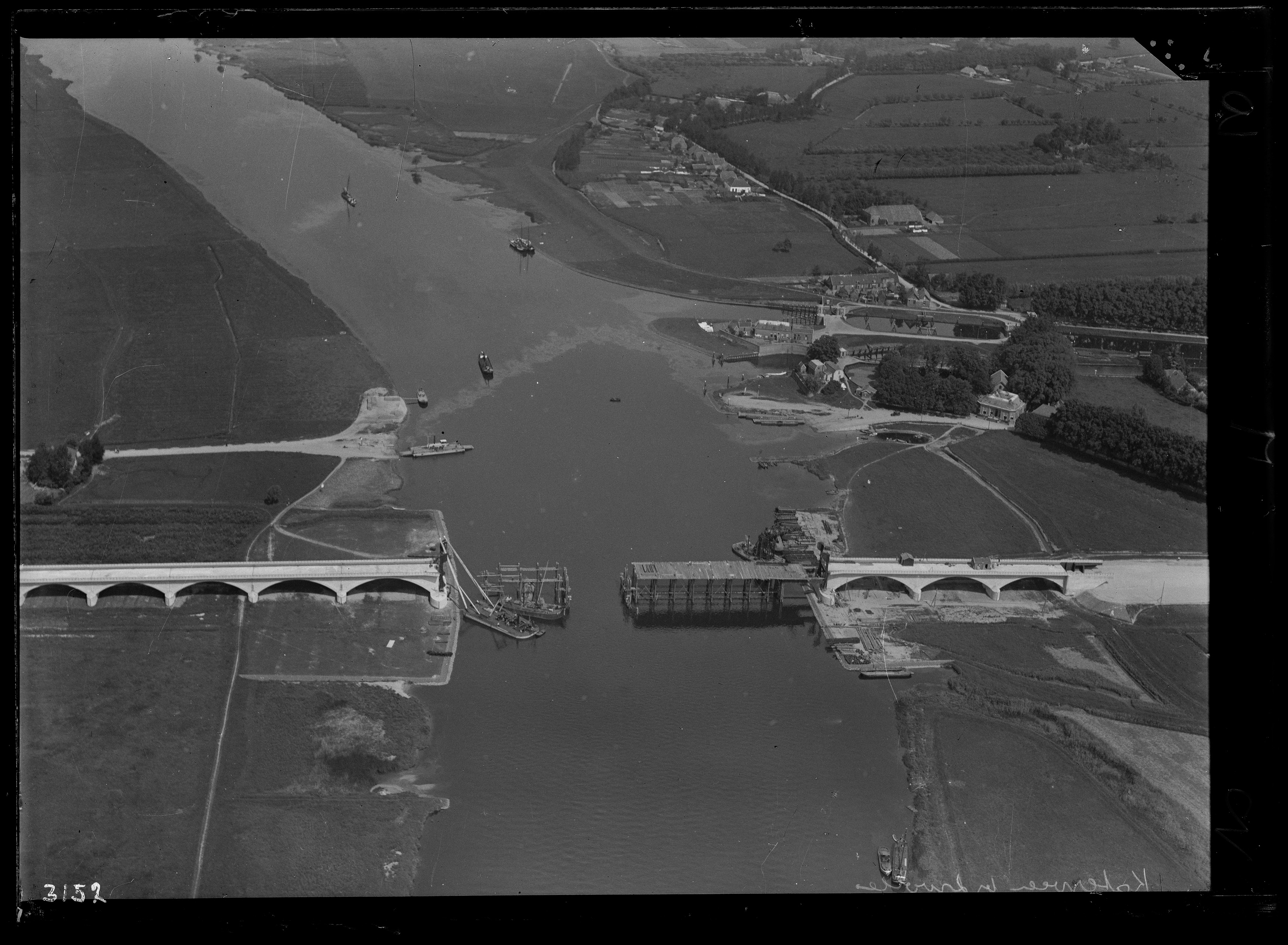
Het Katerveer tijdens de bouw van de vervangende IJsselbrug